# Малък лъв
Малък лъв е доста бледо съзвездие, намиращо се между лесно отличимите Голяма мечка и Лъв. Въведено е от Йохан Хевелий през 1687 година.